# Jacques Barthélemy Noaille
 (décembre 2021).
Jacques Barthélemy Noaille est un homme politique français né le 14 avril 1758 à Beaucaire (Gard) et mort le 26 octobre 1828 à Fontenay-Trésigny (Seine-et-Marne).

## Biographie
Avocat à Toulouse puis juge à la maîtrise des ponts de Beaucaire, il est député aux états du Languedoc, puis procureur syndic du district de Beaucaire au début de la Révolution, avec de devenir procureur général syndic du département. Il est élu député du Gard au Conseil des Cinq-Cents le 22 vendémiaire an IV et se montre hostile au Directoire. Il est déporté à l'île d'Oléron après le coup d’État du 18 fructidor an V, il est amnistié après le coup d'État du 18 Brumaire et nommé juge au tribunal d'appel de Nîmes en 1800. Il est de nouveau député du Gard de 1807 à 1815. Il est promu président de chambre à la cour d'appel de Nîmes en 1811 et créé chevalier d'Empire en 1810. En 1819, il est procureur général à Angers, puis premier président de la cour royale de Grenoble en 1823.

## Sources
- « Jacques Barthélemy Noaille », dans Adolphe Robert et Gaston Cougny, Dictionnaire des parlementaires français, Edgar Bourloton, 1889-1891 [détail de l’édition]